# Naturschutzgebiet Talsysteme des Wollbergsiepens und des Erlenbaches mit Eulenhohlsiepen und mit angrenzenden Hangbuchenwäldern
Das Naturschutzgebiet Talsysteme des Wollbergsiepens und des Erlenbaches mit Eulenhohlsiepen und mit angrenzenden Hangbuchenwäldern mit einer Größe von 55,1 ha liegt nordöstlich von Hüsten im Stadtgebiet von Arnsberg im Hochsauerlandkreis. Es wurde 1998 mit dem Landschaftsplan Arnsberg durch den Kreistag des Hochsauerlandkreises als Naturschutzgebiet (NSG) mit dem Namen Naturschutzgebiet Wollbergsiepen und Kuhpfadsiepen und einer Flächengröße 14 ha ausgewiesen. Bei der Neuaufstellung des Landschaftsplanes Arnsberg durch den Kreistag 2021 wurde das NSG mit verändertem Namen erneut ausgewiesen und die Flächengröße deutlich vergrößert.

## Gebietsbeschreibung
Beschreibung des Schutzgebietes im Landschaftsplan: „Die Gewässer befinden sich in einem überwiegend naturnahen Zustand. Sie fließen in steinig-kiesigen Betten und nehmen ihren Anfang teils in kleinen Trockentälchen ohne eigentliche Quellbereiche, teils in Quellen und Quellbächen mit entsprechend ausgebildeter Vegetation. Vor allem im oberen Verlauf haben die Bäche tiefe Kerbtäler in das Gelände geschnitten. In den mittleren und unteren Abschnitten werden die Gewässer von einzelnen flächig ausgebreiteten, oft recht kleinen Erlenwäldern mit auenwaldcharakteristischer, tlw. reicher Krautschicht, teils auch etwas Strauchschicht begleitet. Lokal findet sich etwas v. a. liegendes Totholz. Die im Unterlauf streckenweise mäandrierenden Bäche haben örtlich aber auch Steilufer ausgebildet. Die Talhänge sind gemischt und teilweise recht baumartenreich mit Nadel- und Laubgehölzen bewachsen. Vor allem in den oberen Bachabschnitten reichen Nadelholzbestände beschattend direkt bis an die Gewässer, sodass diese dort kaum Krautvegetation aufweisen. Das Gebiet trägt in hohem Maße zur Arten- und Strukturvielfalt sowie zur Vernetzung in einem vorwiegend aus Fichtenforsten bestehenden Waldkomplex bei. Seine Schutzwürdigkeit im Range eines Naturschutzgebietes besitzt es vor allem aufgrund seiner sehr naturnah ausgebildeten Quellen, Bäche und Auwälder, wie sie im Naturraum nicht häufig anzutreffen sind. Die im Südosten einbezogenen Laubwälder sind größere zusammenhängende Buchenbestände innerhalb dieses ausgedehnten Nadelwaldgebietes des Arnsberger Waldes zwischen der Festsetzung 2.1.7 bei Moosfelde und dem Wannetal. Sie stocken auf hängigen, südlich bis nordwestlich exponierten, etwas mageren, nicht sehr artenreichen Standorten. Die Gehölze entsprechen weitgehend dem im Naturraum typischen artenarmen Hainsimsen-Buchenwald mit fehlender bis gering, lokal mässig entwickelter Krautschicht. Die Strauchschicht fehlt oft. Die Bestände weisen mittleres bis starkes Baumholz mit lokalem Altholz auf.“

## Spezielle Schutzzwecke für das NSG
Wie bei allen Naturschutzgebieten in Deutschland wurde in der Schutzausweisung darauf hingewiesen, dass das Gebiet „wegen der Seltenheit, besonderen Eigenart und Schönheit des Gebietes“ zum Naturschutzgebiet erklärt wurde. Laut Landschaftsplan erfolgte die Ausweisung speziell zum:
- „Schutz, Erhaltung und Entwicklung des Fließgewässersystems mit seinen naturnahen Quellen, Bächen und bachbegleitenden Auwäldern;“
- „Erhaltung und Entwicklung der strukturreichen angrenzenden Laubwälder in einem von Nadelholzforsten dominierten Lebensraum;“
- „Entwicklung der Waldgesellschaften durch Umbau des Arteninventars und durch Vernetzung;“
- „Erhaltung und Entwicklung des für den Naturraum typischen Lebensraumkomplexes als Vernetzungs, Trittstein- und Refugialbiotop.“
- „Das NSG dient auch der nachhaltigen Sicherung von besonders schutzwürdigen Lebensräumen nach § 30 BNatSchG und von Vorkommen seltener Tier- und Pflanzenarten.“[2]